# Bernard Wagenaar
Bernard Wagenaar (* 18. Juli 1894 in Arnhem; † 19. Mai 1971 in York, Maine) war ein US-amerikanischer Geiger und Komponist niederländischer Herkunft.

## Leben
Wagenaar studierte am Konservatorium von Utrecht Violine bei Gerard Veerman, Klavier bei Lucie Veerman Bekker und Komposition bei seinem Vater Johan Wagenaar. Er übersiedelte 1920 nach New York und wurde 1927 amerikanischer Staatsbürger.
Von 1921 bis 1923 war er Geiger beim New York Philharmonic Orchestra. Von 1925 bis 1968 unterrichtete er Komposition an der Juilliard School of Music, wo unter anderem Ned Rorem, Jacob Druckman, Bernard Herrmann, Norman Dello Joio, Robert Ward, Tutti Camarata, Charles Jones, Alan Shulman, Barbara Pentland, James Cohn und Peter Dickinson zu seinen Schülern zählten.
Wagenaar komponierte u. a. vier Sinfonien, von denen zwei unter Leitung von Arturo Toscanini uraufgeführt wurden, eine Sinfonietta, vier Streichquartette und einen Liederzyklus.

## Werke
- 1. Sinfonie, 1926
- Sinfonietta, 1929
- 2. Sinfonie, 1931
- 3. Sinfonie, 1935
- Triple-Konzert für Flöte, Harfe und Cello, 1937
- Song of Mourning für Orchester, 1944
- 4. Sinfonie, 1949
- Violinkonzert, 1950
- 5 Tableaux für Cello und Orchester, 1952